# Književnost u 1932.
◄◄ | ◄ | 1929. | 1930. | 1931. | 1932.  | 1933. | 1934. | 1935. | ► | ►►
Arhitektura • Astronomija • Biologija • Film • Fotografija • Glazba • Kazalište • Kemija • Kiparstvo • Knjige • Književnost • Kršćanstvo • Meteorologija • Medicina • Planinarstvo • Politika • Pravo • Promet • Slikarstvo • Strip • Šport • Televizija • Znanost • Zrakoplovstvo • Željeznički promet
Književnost u 1932.

## Svijet

### Nagrade i priznanja
- Nobelova nagrada za književnost:

## Hrvatska i u Hrvata

### Književna djela
- Svoga tela gospodar Slavka Kolara
- Povratak Filipa Latinovicza Miroslava Krleže
- Auto na korzu Tina Ujevića

### Rođenja
- 25. lipnja – Tomislav Ladan, hrvatski leksikograf, etimolog, prevoditelj, književni kritičar i književnik († 2008.)
- 1. prosinca – Antun Šoljan, hrvatski književnik († 1993.)

## Vanjske poveznice
|  | Zajednički poslužitelj ima još gradiva o temi Književnost u 1932. |